# Beczka (duszpasterstwo akademickie)
„Beczka” – dominikańskie duszpasterstwo akademickie przy klasztorze św. Trójcy przy ul. Stolarskiej 12 w Krakowie.

## Historia
Powstało 29 września 1964 roku mocą decyzji ówczesnego prowincjała o. Jana Janczaka, który skierował do tej pracy o. Tomasza Pawłowskiego OP. Czas powstania „Beczki” to okres przemian soborowych dokonujących się w trakcie i wkrótce po soborze watykańskim II. Dzięki wsparciu ks. kardynała Karola Wojtyły beczkowa kaplica akademicka była miejscem, gdzie msze św. odbywały się z uwzględnieniem nowych zmian w liturgii: mszę odprawiano twarzą do ludu w większym stopniu w języku polskim, uczestników celebracji angażowano w świadome jej przeżywanie i współtworzenie.
Lata 70. XX w. i pierwsza połowa lat 80. to w historii „Beczki” czas zaangażowania w życie społeczne i polityczne kraju. Jedna z pierwszych opozycyjnych instytucji Krakowa – Studencki Komitet Solidarności (zał. 1977) została utworzona w dużej mierze przez członków duszpasterstwa. Działalność ta została podjęta i bardziej rozwinięta po wprowadzeniu stanu wojennego. Już 13 grudnia 1981 zostało przy „Beczce” założone biuro pomocy dla internowanych i ich rodzin (działało ono w latach 1981–1984). 
W 1980 roku do duszpasterstwa akademickiego „Beczka” należało około 3 tys. osób, czyli 8% krakowskich studentów.
Swego rodzaju kryzys duszpasterstwa nastąpił po tragicznej śmierci o. Rafała Skibińskiego w 1987. W ciągu następnych siedmiu lat „Beczką” kierowało trzech kolejnych duszpasterzy. Późniejszy stan „Beczki” jest w dużej mierze rezultatem pracy i zaangażowania o. Wojciecha Prusa, który był duszpasterzem w latach 1994–1998. Jego następcy to o. Jacek Krzysztofowicz, o. Marek Rojszyk OP, o. Maciej Roszkowski OP, o. Wojciech Dudzik OP, o. Adam Szustak OP, o. Maciej Okoński OP, o. Janusz Pyda OP, oraz obecni duszpasterze o. Paweł Szylak OP i o. Maciej Chanaka OP.
W 2021 postanowieniem prezydenta RP Andrzeja Dudy „za zasługi w działalności na rzecz niepodległości i suwerenności Polski oraz respektowania praw człowieka w Polskiej Rzeczypospolitej Ludowej” odznaczeni Krzyżem Wolności i Solidarności zostali członkowie „Beczki”: Marta Justyna Foltzer, o. Jan Andrzej Kłoczowski, Bożena Józefa Kubit, Romana Paulina Maciuk-Agnel, Barbara Major, Beata Stanisława Ostachowicz, Małgorzata Joanna Plewicka-Ślusarczyk, Krzysztof Jan Skwarnicki, Anna Marta Tarnawska, Grażyna Trzeciak (pośmiertnie), Anna Eugenia Ziobrzyńska.

## Duszpasterze „Beczki”
- 1964–1983 – o. Tomasz Pawłowski OP[18]
- 1970–1985 – o. Jan Andrzej Kłoczowski OP
- 1974-1977 - o. Bogumił Kazimierz Jasiński
- 1976–1986 – o. Joachim Badeni OP
- 1982–1993 – o. Marek Pieńkowski OP
- 1983–1987 – o. Rafał Skibiński OP
- 1983–1987 – o. Teodor Bielecki OP – duszpasterz pomocniczy
- 1983–1987 – o. Andrzej Konopka OP – duszpasterz pomocniczy
- 1987–1990 – o. Ludwik Wiśniewski OP[13]
- 1990–1992 – o. Nikodem Brzózy OP[13]
- 1990–1991 – o. Mirosław Pilśniak OP – duszpasterz pomocniczy
- 1992–1994 – o. Jacek Gałuszka OP[13]
- 1994–1998 – o. Wojciech Prus OP[19]
- 1998–2002 – o. Jacek Krzysztofowicz OP[19]
- 2002–2005 – o. Marek Rojszyk OP[19]
- 2005–2007 – o. Maciej Roszkowski OP[19]
- 2007–2012 – o. Adam Szustak OP
- 2009–2010 – o. Wojciech Dudzik OP
- 2011–2014 – o. Maciej Okoński OP
- 2014–2021 – o. Janusz Pyda OP
- 2020–2021 – o. Marcin Jeleń OP
- 2013-2023 – o. Andrzej Morka OP
- od 2016 – o. Paweł Szylak OP (od 2021 jest głównym duszpasterzem Beczki)
- od 2021 – o. Maciej Chanaka OP